# Attaque d'annuaire
Une attaque d'annuaire (ou attaque DHA; en anglais, Directory Harvest Attack) est une technique d'envoi de pourriels basée sur la génération d'adresses électroniques par une méthode de force brute.
L'attaque est généralement effectuée comme une attaque par dictionnaire standard, où des adresses électroniques sont générées par force brute en associant des lettres, des prénoms et des noms communs. Ces attaques sont plus efficaces pour générer des adresses électroniques d'employés d'entreprises, car ces adresses ont généralement un format standard (par exemple jacques.tremblay@compagnie.com, jtremblay@compagnie.com ou jeant@compagnie.com).

## Fonctionnement

### Avec création de listes d'adresses valide
Il existe deux techniques principaless pour générer des listes d'adresses électroniques qui seront par la suite validées. Dans la première, le polluposteur crée une liste de toutes les combinaisons possibles de lettres et de chiffres allant jusqu'à une longueur maximale, puis il ajoute un nom de domaine (par exemple, @compagnie.com) à chaque combinaison. Cette technique est une attaque de force brute standard. Elle n'est pas pratique pour générer des noms d'utilisateurs de plus de 7 caractères. En effet, il faudrait essayer 368 (près de 3 milliards) adresses électroniques pour tester toutes les séquences de 8 caractères. L'autre technique, plus ciblée, consiste à créer une liste de toutes les associations de prénoms (ou d'initiales) et de noms communs.
Après la création de la liste d'adresses, il faut tester les adresses. Le test des adresses repose sur le fait qu'un serveur de courrier receveur rejette les messages envoyés à des adresses électroniques invalides (c'est-à-dire inexistantes) et en informe l'expéditeur. Toutes les adresses non rejetées sont considérées comme valides. Elles sont ajoutées à la liste d'adresses valides du polluposteur et souvent vendues à d'autres polluposteurs.
Par la suite, les polluposteurs peuvent utiliser les listes d'adresses valides pour envoyer leurs pourriels.

### Sans création de listes d'adresses valides
Une variante à la méthode décrite précédemment consiste à générer des listes d'adresses avec une des méthodes décrites précédemment et à envoyer un pourriel à toutes ces adresses sans tester leur validité. Les pourriels envoyés à des adresses invalides seront simplement perdus, mais un grand nombre de messages atteindront une cible.

## Source
- (en) Cet article est partiellement ou en totalité issu de l’article de Wikipédia en anglais intitulé « Directory Harvest Attack » (voir la liste des auteurs).